# 部分分数分解
代数学における部分分数分解（ぶぶんぶんすうぶんかい、英: partial fraction decomposition）とは、有理式（あるいは分数式ともいう、多項式の商で表される式のこと）に対し、その有理式の分母が互いに素な多項式の積で表されるとき、その有理式を多項式と複数の有理式（ただし、分子の次数は分母の次数より小さい）の和で表すことをいう。このとき分解された各々の有理式の分母を通分すれば、当然ながら元の有理式の分母となる。
有理式からその部分分数分解を得ることを 「部分分数に分解する」 と言い回すことがあるが、部分分数という実体があるわけではないことに注意。
例：
- {\displaystyle {\frac {1}{x(x+1)}}={\frac {1}{x}}-{\frac {1}{x+1}}}
- {\displaystyle {\begin{aligned}{\frac {2(x-1)}{x^{2}(x^{2}+1)}}&={\frac {2}{x}}-{\frac {2}{x^{2}}}-{\frac {2(x-1)}{x^{2}+1}}&({\text{for }}x\in \mathbb {R} )\\&={\frac {2}{x}}-{\frac {2}{x^{2}}}-{\frac {1-i}{x+i}}-{\frac {1+i}{x-i}}&({\text{for }}x\in \mathbb {C} )\end{aligned}}}

有理式の和分や積分においては、部分分数に分解することで計算が楽になることがある。

## 原理
以下、多項式 h(x) に対し、deg h で h(x) の次数を表すことにする。ただし、h(x) が多項式として 0 （つまり恒等的に h(x) = 0 ）であるなら deg h := −∞ とする。

### 除法の原理
有理式 f(x)/g(x) に対し、deg f ≥ deg g ならば、一変数多項式環の除法の原理より、
{\displaystyle f(x)=Q(x)g(x)+R(x),\quad \deg R<\deg g}
となる多項式 Q(x), R(x) が存在するから、
{\displaystyle {\frac {f(x)}{g(x)}}=Q(x)+{\frac {R(x)}{g(x)}}}
と分解することができる。

### 互除法
また、一変数多項式環は単項イデアル整域だから、多項式 p(x) と q(x) が互いに素（つまり共通因数を含まない）ならば a(x)p(x) + b(x)q(x) = 1 を満たす多項式 a(x), b(x) が存在する（ベズーの等式）。したがって、g(x) = g1(x)g2(x) で、g1(x), g2(x) が互いに素ならば
{\displaystyle {\frac {f(x)}{g(x)}}={\frac {\psi _{1}(x)}{g_{1}(x)}}+{\frac {\psi _{2}(x)}{g_{2}(x)}}}
と分解される。

### 分母が冪の場合
また、g(x) がある多項式の冪になっているとき、それを g(x) = (g0(x))m と書けば、除法の原理より
f(x) = Q1(x)(g0(x))m−1 + R1(x), deg R1 < (m − 1)deg g0
となる多項式 Q1(x), R1(x) がとれる。この R1(x) をさらに (g0(x))m−2 で割り算すれば
R1(x) = Q2(x)(g0(x))m−2 + R2(x), deg R2 < (m − 2)deg g0
となり、以下帰納的に
Ri−1(x) = Qi(x)(g0(x))m−i + Ri(x), deg Ri < (m − i)deg g0
となるものがとれるから、
{\displaystyle {\frac {f(x)}{g(x)}}=\sum _{i=1}^{m-1}{\frac {Q_{i}(x)}{(g_{0}(x))^{i}}}+{\frac {R_{m-1}(x)}{(g_{0}(x))^{m}}}}
が成り立つ。特に、deg Qi ≤ deg Ri−1 − (m − i)deg g0 ≤ deg g0 となる。

## 複素数係数有理式の分解
任意の複素数係数の一変数有理式は、その極（つまり分母となる多項式の零点）が分かれば因数定理を用いて一次式の積に分解されるから、上で見た三つの原理を使うと、多項式の項以外は、分子が定数で分母が一次式の冪であるような項からなる部分分数分解をもつことが示せる。

## 実数係数有理式の分解
実数係数多項式が虚根を持てばその複素共役も根であることから、任意の実数係数の一変数多項式は実数の範囲で一次式と二次式の積に分解される。したがって、実数係数の一変数有理式の部分分数分解は、分子が定数で分母が一次式の冪である項と、分子が高々一次式で分母が二次式の冪である項および多項式の項からなる。

## 有理型関数の展開
有理式の部分分数分解と同様のことは有理型関数にも拡張される。一般に有理型関数の極は有限個とは限らないから、この分解は無限和すなわち、級数への展開となるので、これを部分分数への展開あるいは部分分数展開 (partial fraction expansion) と呼ぶことが多い。
例えば、1/sin2 z は、sin z が整関数であるから、有理型関数である。これは
{\displaystyle {\frac {1}{\sin ^{2}z}}=\sum _{n=-\infty }^{\infty }{\frac {1}{(z-n\pi )^{2}}}}
という部分分数に展開される。